# Balnuaran of Clava

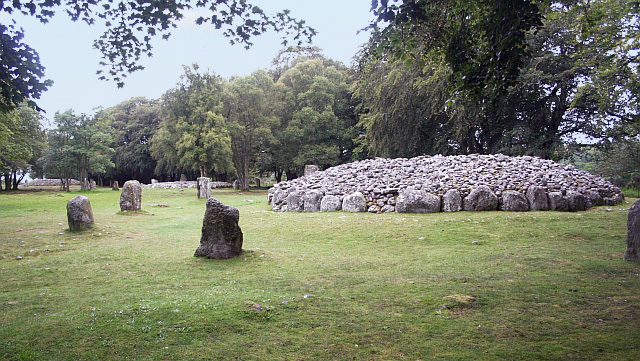
Die Clava Cairns von Balnuaran of Clava, Ansicht von Nordosten

Balnuaran of Clava ist der Standort mehrerer endneolithischer Megalithanlagen im schottischen Strathnairn, acht Kilometer südöstlich von Inverness und nur zwei Kilometer vom Schlachtfeld von Culloden entfernt. Diese Art von Steinhügeln kommt nur im nordöstlichen Schottland in einem Bereich südlich und westlich des Moray Firth vor und erhielt nach Balnuaran of Clava die Bezeichnung Clava Cairns.
Die Hügel sind etwa 4000 Jahre alt und wurden in zwei verschiedenen Phasen genutzt. Nach einer ersten, recht kurzen Nutzungsphase um 2300 bis 2000 v. Chr. erfuhren sie etwa 1000 Jahre später eine Wiederverwendung. Im 19. Jahrhundert erstmals eingehend untersucht, wurden sie – nach einer „Instandsetzung“ durch den damaligen Eigentümer in den 1870er Jahren – am 18. August 1882 als Scheduled Monument geschützt. Das Areal befindet sich heute in der Obhut von Historic Environment Scotland und ist eine vielbesuchte Touristenattraktion in den östlichen Highlands.

## Geschichte
Der Standort der Cairns war schon in der Jungsteinzeit besiedelt und bewirtschaftet, noch ehe dort die ersten Hügel um 2300 bis 2000 v. Chr., also um die Wende des Endneolithikums zur frühen Bronzezeit, errichtet wurden. Die Cairns ersetzten die dort zuvor vorhandene Siedlung. Sie waren allerdings nur relativ kurz in Gebrauch und dienten lediglich für wenige Bestattungen – wenn nicht sogar nur für eine. Wenn ein Grabhügel nicht mehr in Gebrauch war, wurde er mit einer Plattform aus Geröll umgeben, die den Zugang zum Cairn verhinderte und an deren Außenrand ein Steinkreis errichtet wurde. Etwa 1000 Jahre später fanden die Cairns dann eine Wiederverwendung als Grabstätte.  Zu jener Zeit wurden ganz in der Nähe auch neue Grabanlagen erbaut, unter anderem ein Kerb Cairn.
Im 19. Jahrhundert wurden drei der Hügel von Balnuaran of Clava erstmals genauer untersucht, wobei im nordöstlichen Hügel 1828 einige Knochen gefunden worden sein sollen. Eine Ausgrabung im Jahr 1858 im südwestlichen Cairn erbrachte die Scherben von zwei Urnen und – wenn auch nur wenige – Funde von kalzinierten Knochen. 1870/1871 entschied der damalige Landeigentümer, die vier besterhaltenen Cairns zu sichern, indem er sie mit einer Mauer umgab und die Vegetation zurückschneiden ließ. Anscheinend wurden beim Bau der Umfassungsmauer auch Steine der Hügel verwendet. Außerdem legte der Eigentümer die heutige Zufahrtsstraße an der Südostseite des Areals an, wofür zwei der Monolithen des südwestlichen Steinkreises versetzt wurden. Da die Cairns zu jener Zeit für druidische Kultstätten gehalten wurden, pflanzte man die heutigen Bäume auf dem Areal, um damit einen „Druidenhain“ zu schaffen.
Zu Beginn der 1930er Jahre fanden auf Initiative des Office of Works neue Instandsetzungen statt, denn damals war viel Gestein von den Hügeln heruntergefallen und lag lose im Gelände herum. Gleichzeitig fanden unter Kathleen Kennedy (Teil-)Ausgrabungen statt. Deren Ergebnisse sind jedoch nie veröffentlicht worden und wurden erst Ende der 1980er Jahre wiederentdeckt. Erst in den 1950er Jahren fanden unter Stuart Piggott wissenschaftlich dokumentierte Ausgrabungen in Balnuaran of Clava statt, die jedoch nur wenige neue Erkenntnisse brachten. In der Kammer des mittig liegenden Ring Cairns fanden die Archäologen Zeichen eines Feuers und einige eingeäscherte Knochenreste.
Mehrere Ausgrabungskampagnen und Felduntersuchungen in der Zeit von 1994 bis 1997 unter dem Professor Richard Bradley von der Universität Reading befassten sich noch einmal eingehend mit den Clava Cairns von Balnuaran of Clava. Dabei wurden auch noch einmal die oberirdischen Strukturen der besterhaltenen Anlagen dokumentiert.

## Beschreibung

Schematischer Lageplan

In Balnuaran of Clava finden sich drei Steinhügel, die hintereinander auf einer von Nordosten nach Südwesten verlaufenden, nicht geraden Linie liegen. Sie stammen aus dem Endneolithikum oder der frühen Bronzezeit und sind jeweils von einem Steinkreis umgeben. Außerdem befindet sich dort ein etwa 1000 Jahre jüngerer Kerb Cairn.
Die drei Clava Cairns bestehen aus einem zentralen, ungefähr kreisrunden Steinhügel, von denen zwei Ganggräber und der mittlere ein Ring Cairn ist. Die beiden Ganggräber besaßen früher Steindächer in Kragsteintechnik, die jedoch im Laufe der Zeit verloren gegangen sind. Alle drei Hügel sind von einer Plattform aus Geröll umgeben, welche die äußeren Randsteine der Hügel in Position hält. Diese Außensteine sind der Höhe nach angeordnet: Die höchsten finden sich im Südwesten jedes Hügels, die niedrigsten im Nordosten. Gleiches gilt für die Randsteine der inneren Kammern.
Bei allen Cairns wurden weiße und rote Steine verwendet. Sie bestehen aus rotem Sandstein, rotem Konglomerat oder rosafarbenem Pegmatit sowie hellem Granit, Gneis und Glimmerschiefer. Ganz vereinzelt sind es aber auch schwarze Steine. Zur Zeit ihrer Errichtung müssen die Cairns sehr farbintensiv und kontrastreich ausgesehen haben. Analog zu ihrer Größe sind die Steine auch gemäß ihrer Farbigkeit angeordnet worden, sodass bestimmte Bereiche seinerzeit komplett weiß oder rot erschienen.

### Nordost-Hügel

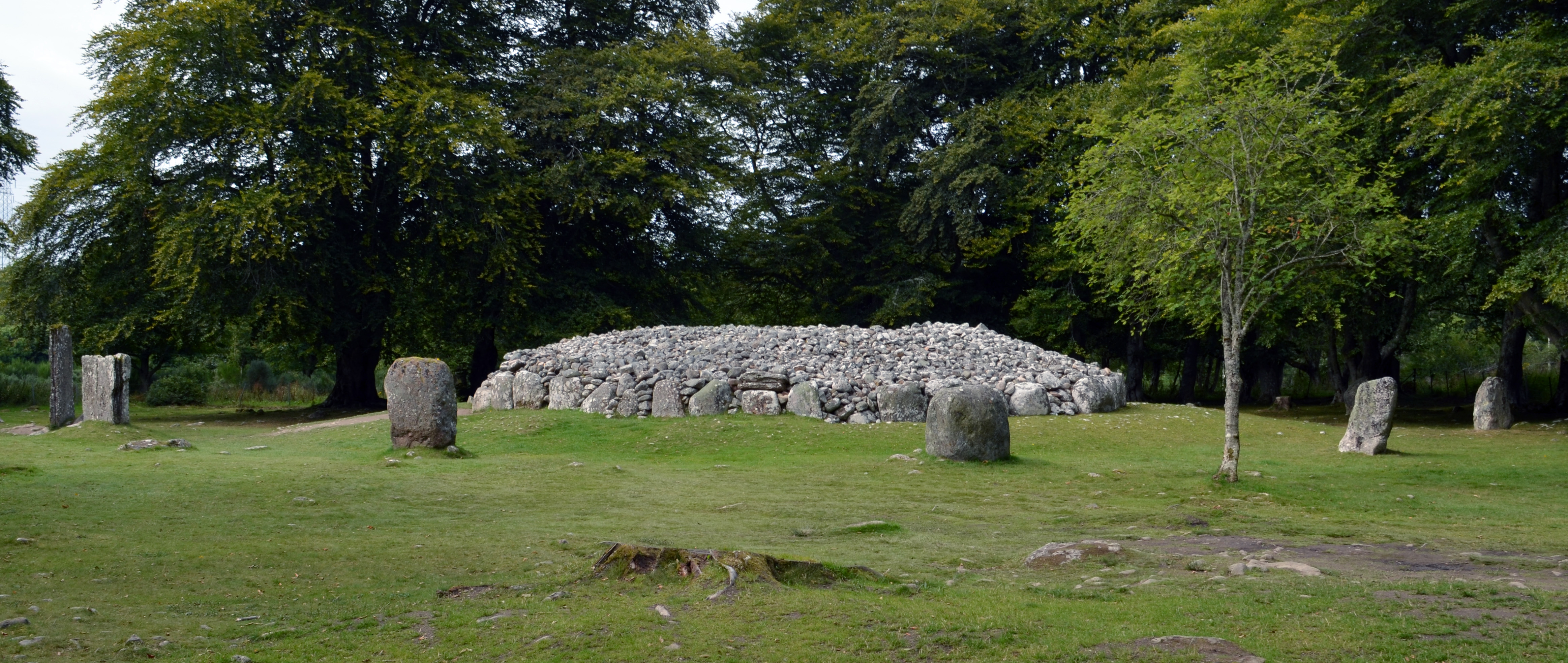
Der Nordost-Hügel, Ansicht von Südosten

Der Hügel im nordöstlichen Bereich des Areals ist ein Ganggrab, dessen Material bis zu einer Höhe von fast 10 Fuß (circa drei Meter) aufgeschichtet ist. Sein nach der Wintersonnenwende ausgerichteter Gang war jedoch recht niedrig, sodass man darin nicht aufrecht stehen konnte. Trotzdem gelangten die Strahlen der untergehenden Sonne am Tag der Wintersonnenwende bis in die innere Kammer. Diese hat einen Durchmesser von 12 bis 13 Fuß (etwa 3,7 bis 4 Meter) und wird durch 2,5 bis 3,9 Fuß (rund 0,8 bis 1,2 Meter) hohe Randsteine gebildet. Der Außendurchmesser des Nordost-Hügels beträgt 55 Fuß (ca. 16,8 Meter). Seinen äußeren Rand bilden zwischen 1,6 und 3 Fuß (etwa 49 und 91 Zentimeter) hohe Steine. Einer von ihnen trägt Cup-Markierungen.
Der Cairn wird von einem aus elf Steinen bestehenden Steinkreis umgeben, der – weil nicht ganz kreisrund – zwischen 24 und 37 Fuß (rund 7,3 und 11,3 Meter) vom Außenrand des Steinhügels entfernt ist. Sein Durchmesser beträgt zwischen 110 und 177 Fuß (ca. 33,5 und 54 Metern). Die unregelmäßige Form könnte aus einer Neuaufstellung dreier umgefallener Steine im 19. Jahrhundert resultieren.

### Mittlerer Hügel

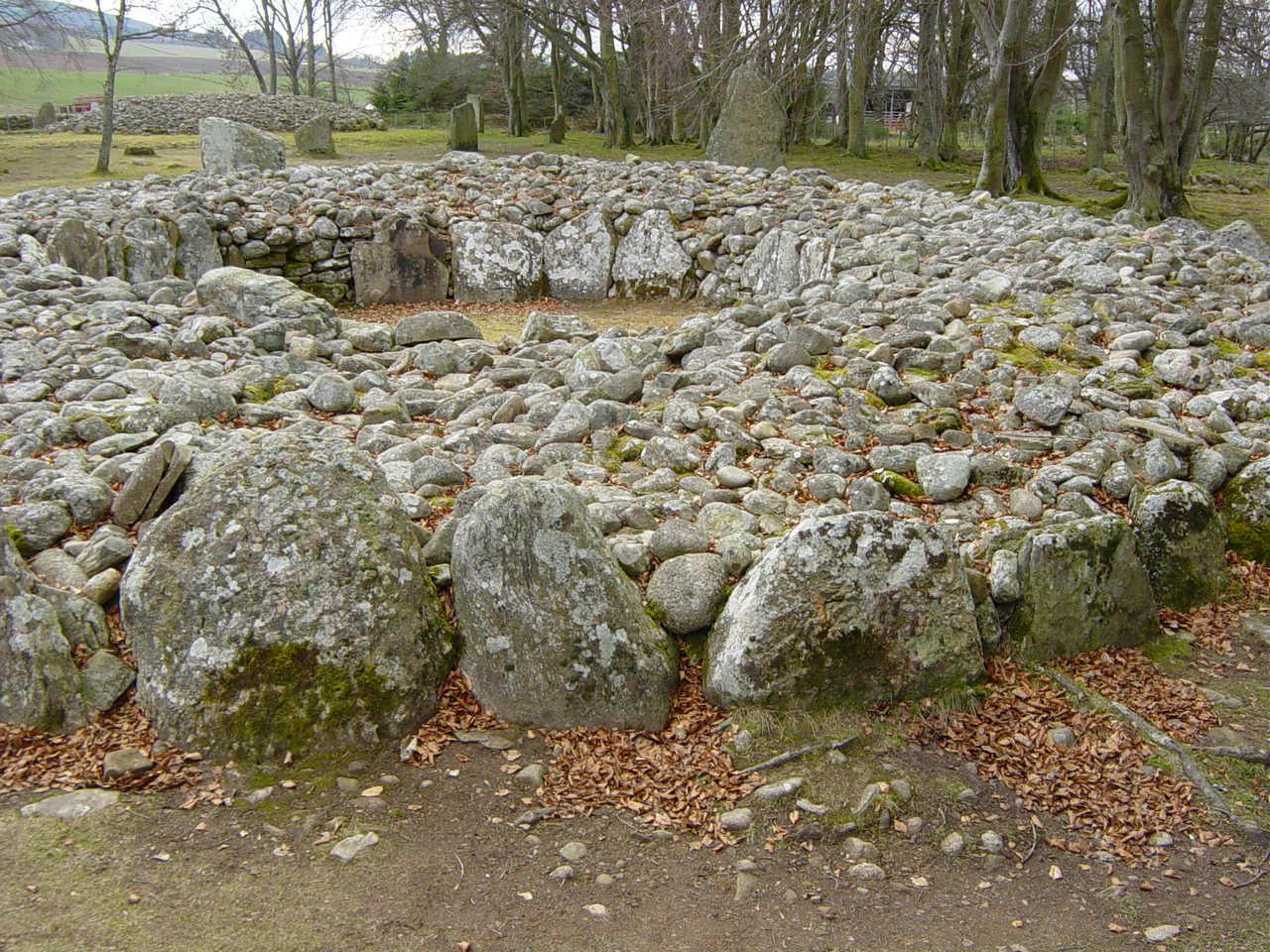
Der mittlere Hügel, ein Ring Cairn

Bei dem mittleren Hügel handelt es sich um einen Ring Cairn, das heißt einen geschlossenen, annähernd kreisrunden Ring von Steinen mit einer zentralen inneren Kammer, die nicht über einen Gang erreichbar ist. Diese Kammer ist mit einem Durchmesser von 18 bis 21 Fuß (etwa 5,5 bis 6,4 Metern) größer als bei den beiden benachbarten Hügeln und kann aufgrund ihrer Ausmaße niemals ein Dach besessen haben. Die übrigen Merkmale des Cairns sind aber denen seiner beiden Nachbarn ähnlich. Er besitzt einen Außendurchmesser von 52 bis 60 Fuß (rund 15,8 bis 18,3 Metern) und ist bis zu vier Fuß (ca. 1,20 Metern) hoch. Viele seiner äußeren Randsteine sind verloren gegangen. Einige von ihnen tragen Cup-Markierungen. Der markanteste erhaltene Außenstein ist ein 4,3 Fuß (etwa 1,30 Meter) hoher Monolithstumpf. Die innere Kammer war, nachdem der Hügel nicht mehr als Grab genutzt wurde, mit Geröll aufgefüllt worden, das bei den Instandsetzungsarbeiten in den 1930er Jahren aber wieder entfernt worden ist.
Der Cairn ist von einem Steinkreis aus neun Monolithen umgeben, die zwischen 21 und 25 Fuß (etwa 6,4 und 7,6 Meter) hoch sind. Der höchste von ihnen steht im Südwesten des Kreises, der einen Durchmesser von 100 Fuß (rund 30,5 Metern) besitzt. Als Besonderheit gegenüber den beiden anderen Cairns ist der Hügel über sechs bis acht Fuß (etwa 1,8 bis 2,4 Meter) breite Steindämme mit vieren der Steinkreis-Monolithen verbunden.

### Südwest-Hügel

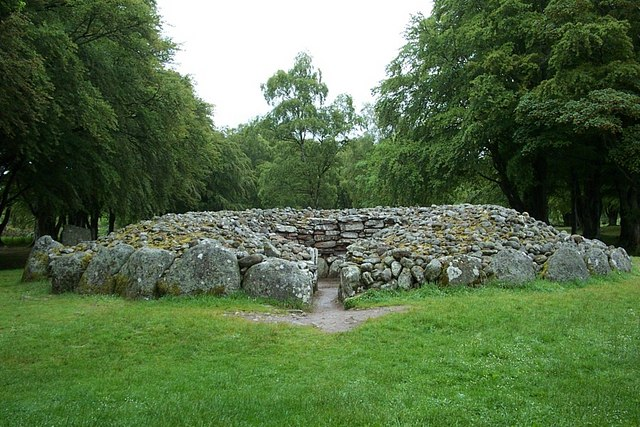
Der Südwesthügel, Ansicht von Südwesten

Der südwestliche Hügel in Balnuaran of Clava ist ein Ganggrab und gleicht sehr dem nordöstlichen Cairn. Er liegt rund 80 Fuß vom mittleren Hügel entfernt und hat einen Außendurchmesser von 52,6 Fuß (etwa 16 Meter). Sein Gang ist 19,9 Fuß (etwas über sechs Meter) lang und 2 Fuß (ca. 0,6 Meter) breit. Ebenso wie der Gang des Nordost-Hügels ist er nach der Wintersonnenwende ausgerichtet und beginnt im Südwesten des Cairns. Die innere Kammer ist nicht ganz kreisrund und besitzt einen Durchmesser zwischen 11,6 und 13 Fuß (etwa 6,5 bis 4 Meter). Ihre Randsteine, von denen einige – genauso wie einer der Steinkreis-Monolithen – Cup-Markierungen zeigt, sind bis zu 6,9 Fuß (etwa 2,10 Meter) hoch.
Der den Hügel umgebende Steinkreis besteht aus zehn Monolithen, die zwischen 24 und 28 Fuß (etwa 7,3 bis 8,5 Meter) vom Rand des Hügels entfernt stehen. Drei von ihnen waren im 19. Jahrhundert umgefallen und wurden 1876 wieder aufgerichtet. Zwei Steine mussten wegen des Baus der heutigen Zufahrtsstraße versetzt werden und stehen nicht mehr an ihrer Originalposition.

### Kerb Cairn

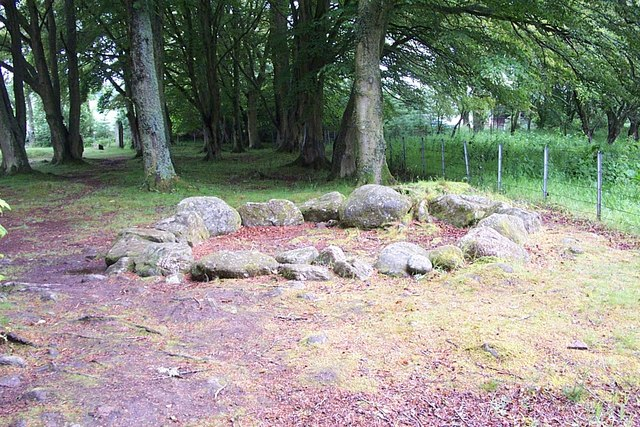
Der Kerb Cairn

Der Kerb Cairn aus der Bronzezeit ist ein kleiner von einem Ring aus 15 Steinen umgebener Begräbnisplatz, der südwestlich des mittleren Cairns und nördlich des Südwest-Hügels zu finden ist. Er stammt wahrscheinlich aus der Zeit um 1000 v. Chr. und ist stark beschädigt. Er wurde erst bei den Ausgrabungen in den 1950er Jahren freigelegt. Auch dieser Cairn besteht aus roten und weißen Steinen, von denen einer Cup-and-Ring-Markierungen trägt.